# Stazione di Meana
La stazione di Meana è una stazione ferroviaria posta sulla linea del Frejus, a servizio di Meana di Susa.

## Storia
Il 1º maggio 1913 venne attivato l'esercizio a trazione elettrica a corrente alternata trifase; la stazione venne convertita alla corrente continua il 28 maggio 1961.